# Netscape Messenger
Netscape Messenger byl poštovní klient vyvíjený společností Netscape. Jeho vývoj byl oznámen 11. června 2007 v Netscape fóru pod označením Netscape Mercury podle boha Merkura z římské mytologie. První veřejná verze vyšla 15. listopadu 2007 jako Netscape Messenger 9.0 Alfa 1 a byla založena na Thunderbirdu 2.0.0.9. 28. prosince 2007 byl další vývoj spolu s Netscape Navigatorem 9 ukončen.